# Musée allemand des Blindés de Munster
Pour les articles homonymes, voir Musée des blindés.
Le musée allemand des Blindés de Munster (en allemand : Deutsches Panzermuseum) est un musée militaire situé à Munster en Basse-Saxe ; il présente des collections de véhicules blindés en se concentrant sur l’exposition de l’histoire de l’arme blindée en Allemagne depuis 1917.

## Description
Le musée ouvre ses portes en 1983, à partir des collections privées de l’école des unités blindées (Panzertruppenschule) de la Bundeswehr qui se trouve à Munster. C’est depuis lors un musée ouvert au public, géré conjointement par la municipalité de Munster et par l’école des troupes blindées.
Le site du musée s’étend sur quelque 9 000 m2 dont 7 500 m2 de salles d’exposition. En 2003, le musée a inauguré un nouveau bâtiment destiné à accueillir des expositions temporaires, une boutique et une cafétéria.

## Galerie photographique

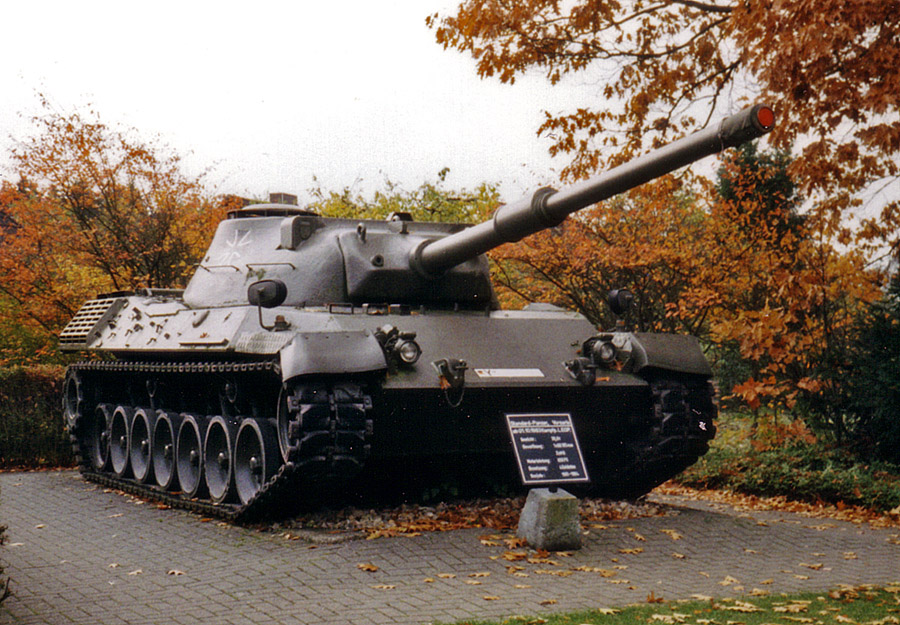
Leopard I (prototype no 2).
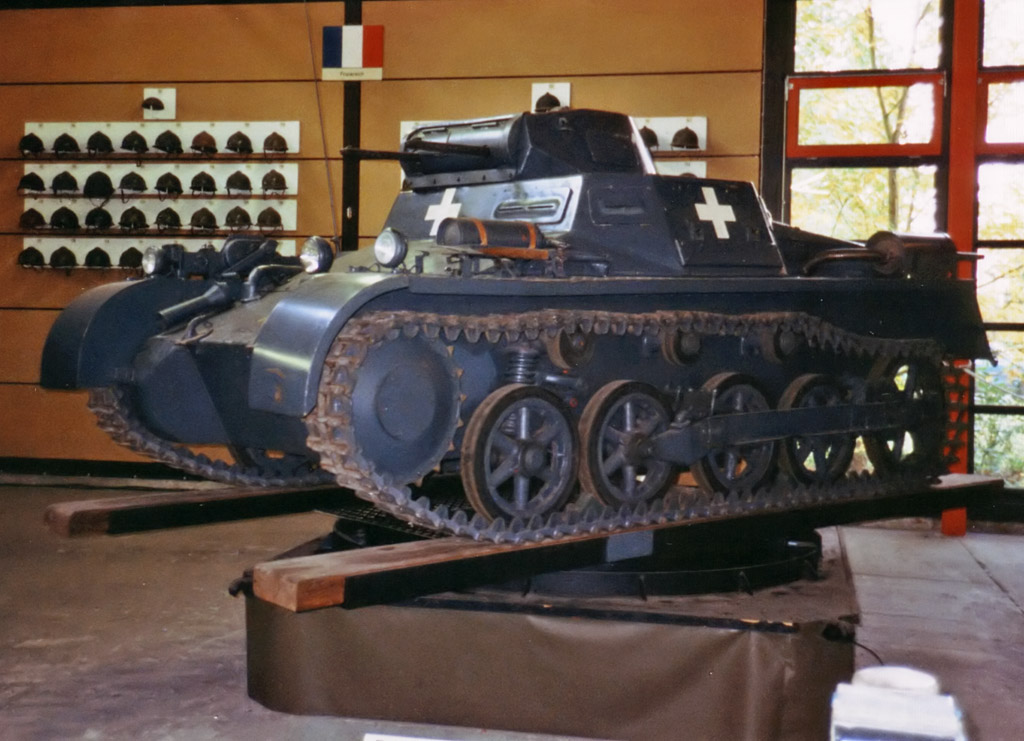
Panzer I, Ausf. A.
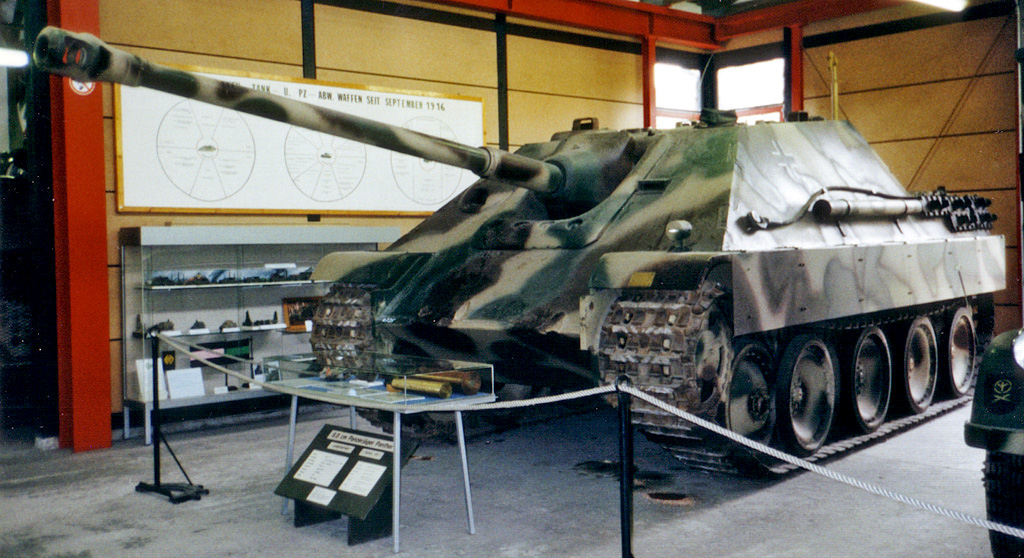
Jagdpanzer V (Jagdpanther).
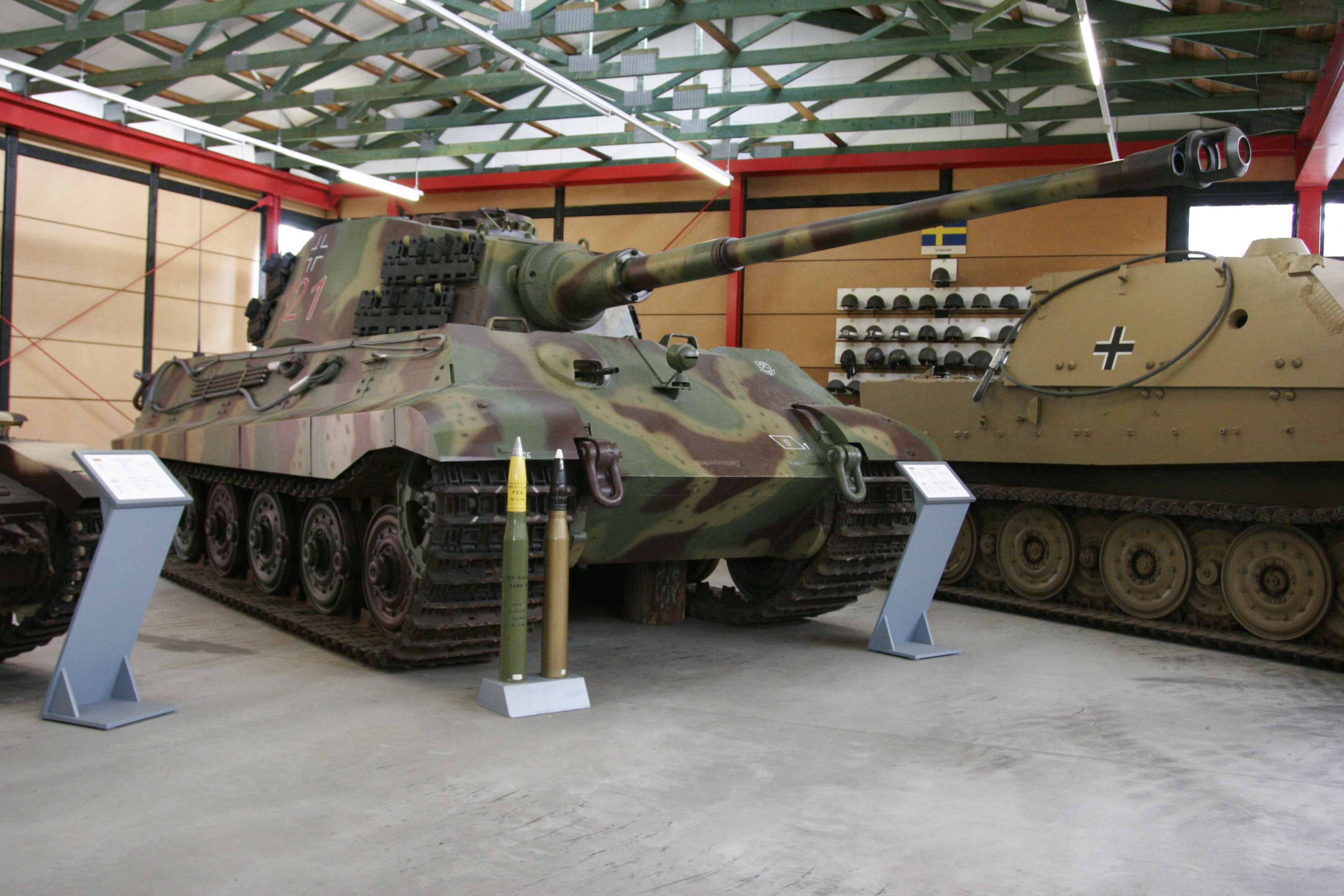
Tiger II.
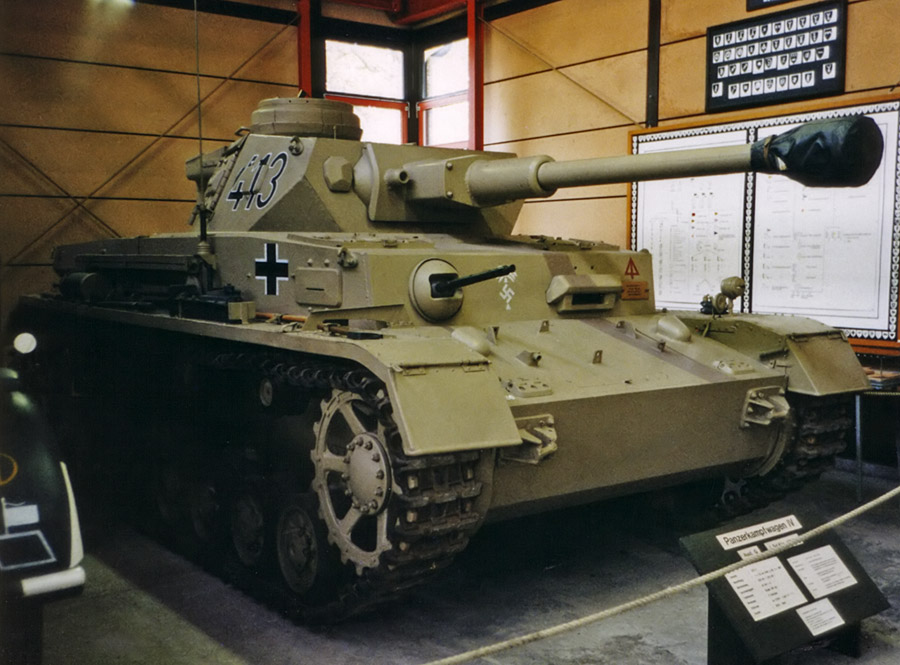
Panzer IV, Ausf. G.
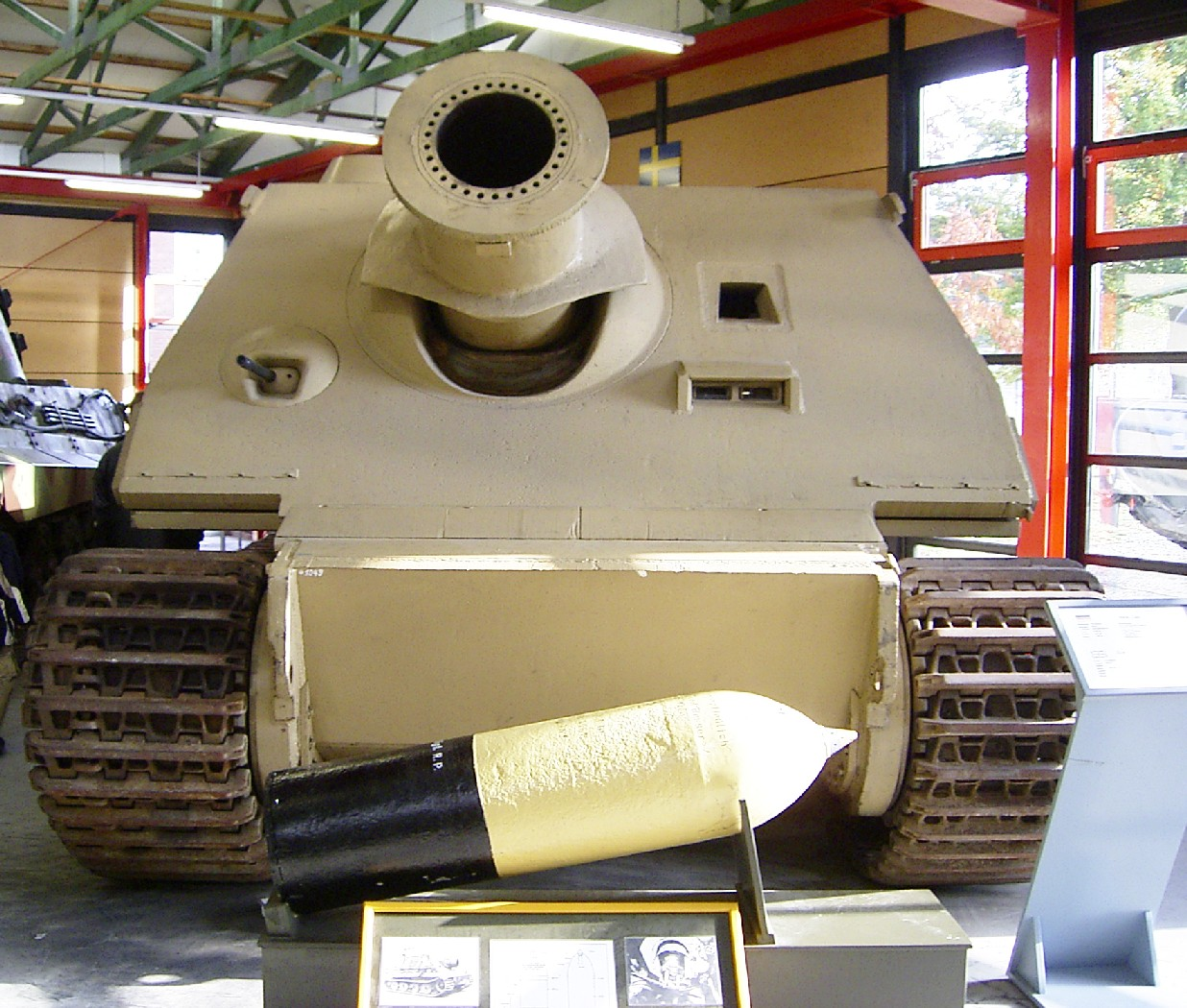
Sturmtiger.
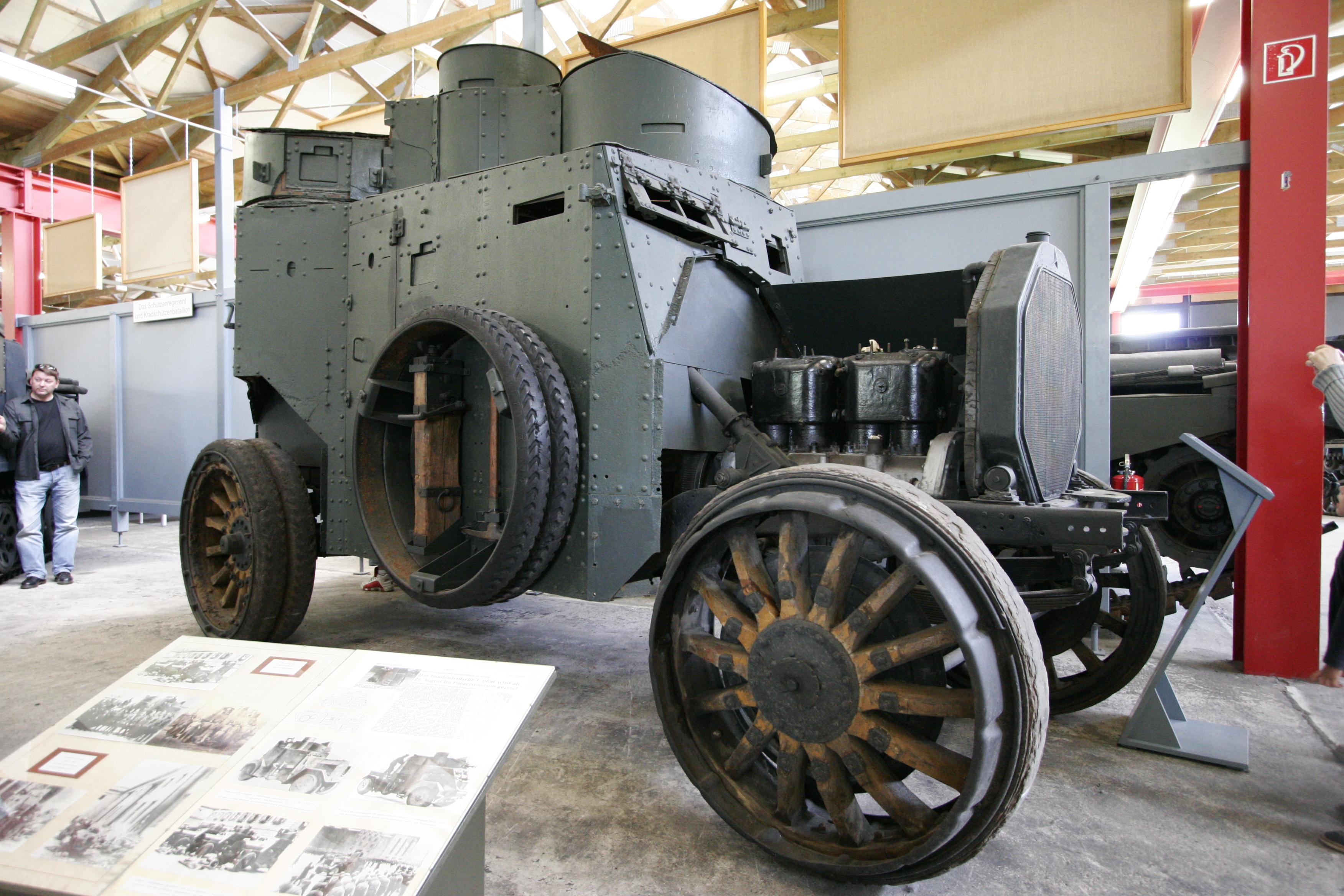
Daimler véhicule spécial de police DZVR 21.
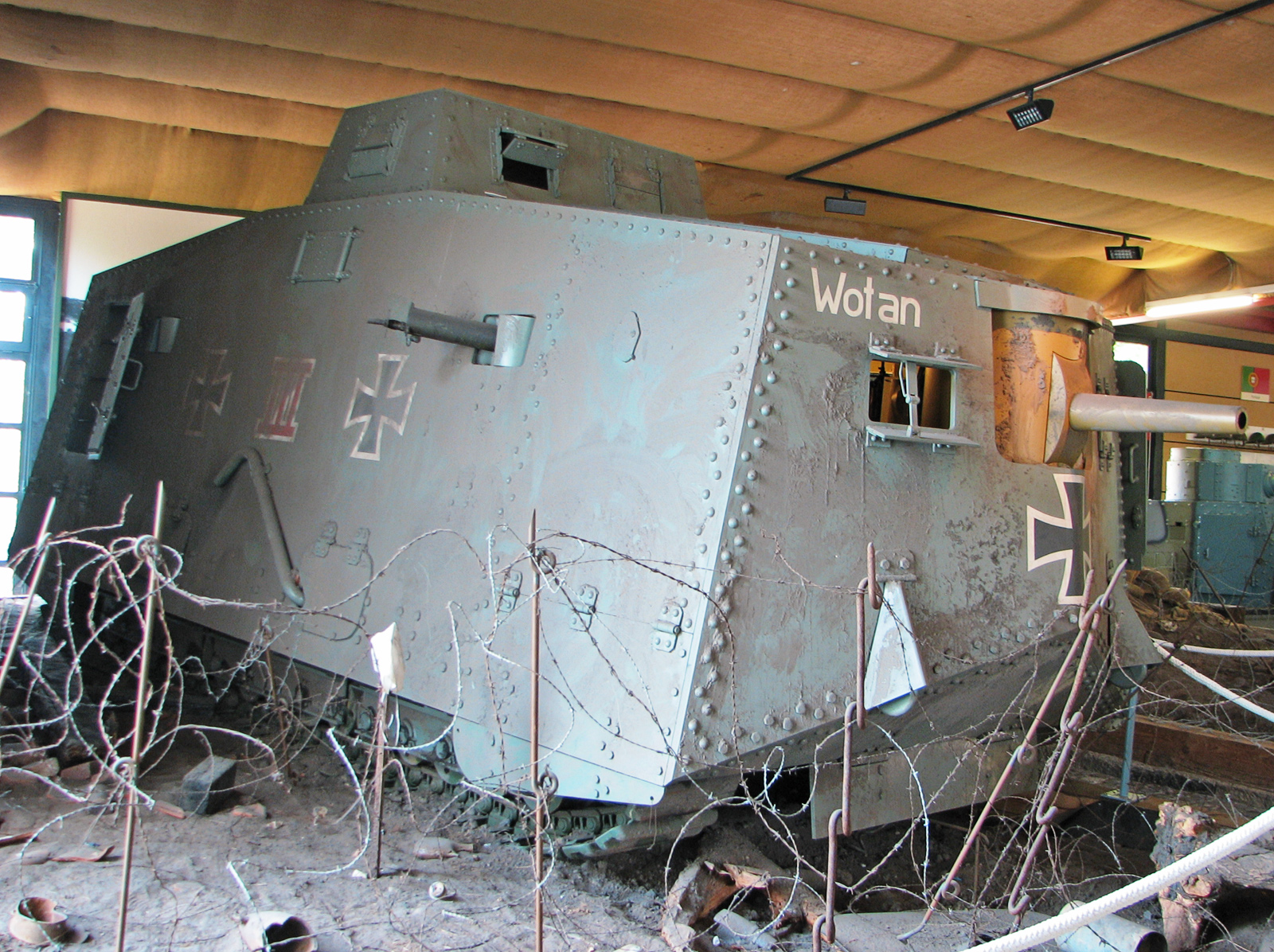
A7V (réplique d'un char original).
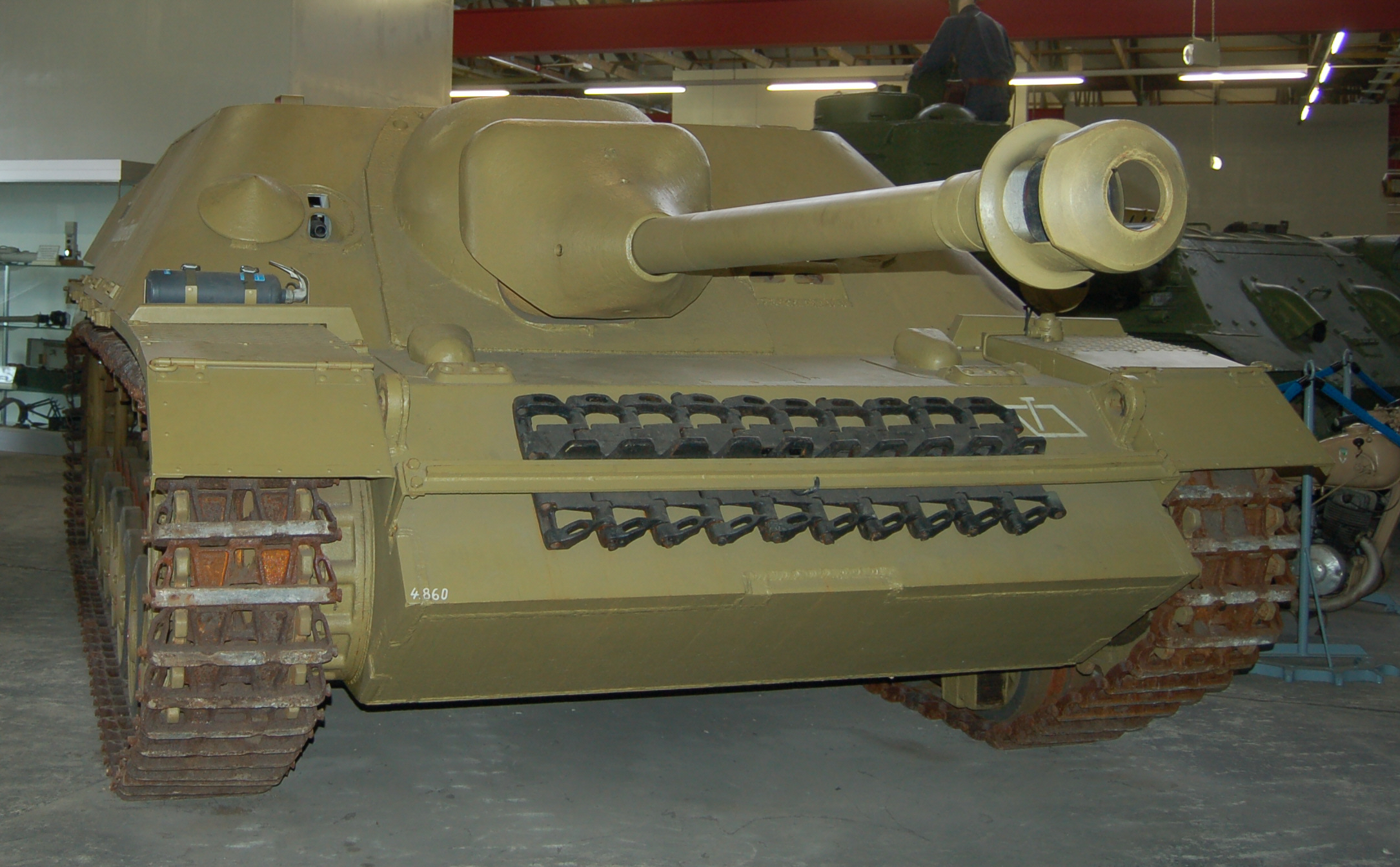
Jagdpanzer IV